# Кальви
Кальви (пол. Kalwy, нім. Talfelde) — село в Польщі, у гміні Бук Познанського повіту Великопольського воєводства.
Населення — 147 осіб (2011).
У 1975-1998 роках село належало до Познанського воєводства.

## Демографія
Демографічна структура станом на 31 березня 2011 року:
|          | Загалом | Допрацездатний вік | Працездатний вік | Постпрацездатний вік |
| -------- | ------- | ------------------ | ---------------- | -------------------- |
| Чоловіки | 79      | 21                 | 52               | 6                    |
| Жінки    | 68      | 9                  | 46               | 13                   |
| Разом    | 147     | 30                 | 98               | 19                   |